# Кіген-Майкл Кі
Кіген-Майкл Кі (англ. Keegan-Michael Key; нар. 22 березня 1971, Саутфілд, Окленд, Мічиган, США) — американський актор, комік, сценарист та продюсер. Відомий завдяки скетч-шоу каналу Comedy Central «Кі та Піл» (Key & Peele), комедійному серіалу каналу USA Network «Будинок гри», і як учасник шоу «Божевільне ТБ». Він також знявся в першому сезоні серіалу FX «Фарґо» і мав постійну роль в шостому та сьомому сезонах серіалу «Парки та зони відпочинку». Кі був ведучим американської версії «Найкумедніші тварини планети» на каналі Animal Planet з 2005 року до закриття програми в 2008 році.
Кі знявся в декількох фільмах, включаючи «Ідеальний голос 2» (2015), «Не думай двічі» (2016) та «Історія іграшок 4» (2019). Також у 2015 році він з'явився на вечері кореспондентів Білого дому як Лютер, вигаданий персонаж, що портретує розлюченого перекладача президента, Барака Обами. Він продюсував та знявся у фільмі 2016 року «Кіану» зі співавтором шоу «Кі та Піл», Джорданом Пілом. У 2017 році він дебютував на Бродвеї у шоу Стіва Мартіна під назвою «Метеоритний дощ».